# Ligue de diamant 2011 - lancer du javelot féminin
Le concours du lancer du javelot féminin de la Ligue de diamant 2011 se déroule du 26 mai au 8 septembre 2011. La compétition fait successivement étape à Rome, Eugene, New York, Paris, Monaco et Londres, la finale ayant lieu à Zurich peu après les Championnats du monde de Daegu.

## Calendrier
| Date             | Meeting             | Ville    | Pays        |
| ---------------- | ------------------- | -------- | ----------- |
| 26 mai 2011      | Golden Gala         | Rome     | Italie      |
| 4 juin 2011      | Prefontaine Classic | Eugene   | États-Unis  |
| 11 juin 2011     | Meeting de New York | New York | États-Unis  |
| 8 juillet 2011   | Meeting Areva       | Paris    | France      |
| 22 juillet 2011  | Meeting Herculis    | Monaco   | Monaco      |
| 5-6 aout 2011    | London Grand Prix   | Londres  | Royaume-Uni |
| 8 septembre 2011 | Weltklasse          | Zurich   | Suisse      |

## Résultats
| Date | Meeting  | 1er                                  | 1er   | 2e                             | 2e    | 3e                             | 3e    |
| --- | -------- | ------------------------------------ | ----- | ------------------------------ | ----- | ------------------------------ | ----- |
| 26 mai 2011 | Rome     | Mariya Abakumova 65,40 m (WL)        | 4 pts | Christina Obergföll 63,97 m    | 2 pts | Barbora Špotáková 63,32 m      | 1 pt  |
| 4 juin 2011 | Eugene   | Christina Obergföll 65,48 m (SB)     | 4 pts | Mariya Abakumova 65,30 m       | 2 pts | Barbora Špotáková 64,87 m (SB) | 1 pt  |
| 11 juin 2011 | New York | Christina Obergföll 64,43 m (MR)     | 4 pts | Sunette Viljoen 59,65 m        | 2 pts | Rachel Yurkovich 58,43 m (SB)  | 1 pt  |
| 8 juillet 2011 | Paris    | Christina Obergföll 68,01 m (WL, MR) | 4 pts | Barbora Špotáková 67,57 m (SB) | 2 pts | Mariya Abakumova 65,12 m       | 1 pt  |
| 22 juillet 2011 | Monaco   | Barbora Špotáková 69,45 m (WL, MR)   | 4 pts | Christina Obergföll 64,86 m    | 2 pts | Madara Palameika 62,06 m       | 1 pt  |
| 5-6 aout 2011 | Londres  | Christina Obergföll 66,74 m (MR)     | 4 pts | Barbora Špotáková 66,41 m      | 2 pts | Goldie Sayers 63,41 m          | 1 pt  |
| 8 septembre 2011 | Zurich   | Christina Obergföll 69,57 m (MR)     | 8 pts | Sunette Viljoen 67,46 m        | 4 pts | Mariya Abakumova 64,48 m       | 2 pts |
| Records et Performances - AR : Record continental (area record) - CR : Record des championnats (championship record) - MR : Record du meeting (meet record) - NR : Record national (national record) - OR : Record olympique (olympic record) - PR : Record paralympique (paralympic record) - PB : Record personnel (personal best) - SB : Meilleure performance personnelle de la saison (season's best) - WL : Meilleure performance mondiale de l'année (world leader) - WJR : Record du monde junior (world junior record) - WR : Record du monde (world record) Circonstances et Conditions - DNF : N'a pas terminé (did not finish) - DNS : N'a pas pris le départ (did not start) - DQ : Disqualification (disqualification) - NM : Aucun essai valable enregistré (No Mark) - Q : Qualifié « directement » au prochain tour (ou à la prochaine compétition), lors d'une compétition majeure, grâce au classement ou à la réalisation des minima (automatic qualifier) - q : Qualifié au prochain tour (ou à la prochaine compétition), lors d'une compétition majeure, grâce au repêchage ou à la réalisation de l'une des meilleures performances parmi celles des « non qualifiés directement » (grâce au meilleur temps ou à la meilleure distance par exemple) (secondary qualifier) |          |                                      |       |                                |       |                                |       |

## Classement général
- Classement final[1] :

| Rang | Athlète                        | Points |
| ---- | ------------------------------ | ------ |
| 1    | Christina Obergföll            | 28     |
| 2    | Barbora Špotáková              | 10     |
| 3    | Mariya Abakumova               | 9      |
| 4    | Sunette Viljoen                | 6      |
| 5    | Madara Palameika Goldie Sayers | 1      |